# Pallonetto di Santa Lucia
Il Pallonetto di Santa Lucia è una zona di Napoli situata presso il Borgo Santa Lucia nel quartiere San Ferdinando, della Municipalità 1 di Napoli.
Insieme a quelli di San Liborio e di Santa Chiara costituisce i tre Pallonetti di Napoli.

## Descrizione
Ubicato alle pendici di Pizzofalcone, è senza dubbio il più famoso ed il più antico, la cui storia è la stessa della genesi della città, trovandosi a pochissima distanza dall'isolotto di Megaride, dove i primi coloni greci sbarcarono, fondando la Neapolis.
Qui furono edificate le prime abitazioni di pescatori essendo questo luogo prospiciente al mare, fino a quando con il risanamento di Napoli tutta la zona si ritrovò ad essere priva della vista sul golfo, in posizione elevata rispetto alla nuova urbanizzazione.
Il Pallonetto collega le zone terrazzate dell’Egiziaca, di Monte di Dio e di Pizzofalcone col primo tratto ad est del lungomare.

## Arte, cinematografia e letteratura
Uno dei cantori del Pallonetto, è stato Giuseppe Marotta, che lo ha descritto nelle opere L'Oro di Napoli e Il teatrino del Pallonetto.

Il Pallonetto di Santa Lucia è stata la location della fiction televisiva I bastardi di Pizzofalcone

Personalità illustri del Pallonetto di Santa Lucia sono l'attore Bud Spencer, lo scrittore Luciano De Crescenzo, l'attore e cantante Massimo Ranieri e l'architetto Lamont Young.
Nel 1981 Gianni Rodari ha descritto il Pallonetto di Santa Lucia in una sua filastrocca:
vicolo storto vicolo stretto

senza cielo senza mare,

senza canzoni da cantare.
Chi farà musica e parole

per te Napoli senza sole?

A Marechiaro spunta la luna,

ma il Pallonetto non ha fortuna.
A Santa Lucia la luna splende

al Pallonetto però non scende.

Chi farà musica e parole

per te Napoli senza sole?»
(Gianni Rodari, Napoli senza sole)

## Edifici storici
- Chiesa di Santa Maria della Catena (Napoli) dove è sepolto l'ammiraglio Francesco Caracciolo[2]
- Villa Ebe